# Vanserums mossar
Vanserums mossar ist ein Feuchtgebiet auf der schwedischen Ostseeinsel Öland.
Das sich aus mehreren Mooren, frei fließenden Bächen und Quellen zusammensetzende Gebiet liegt in der Mitte der Insel im Gebiet des Mittlandsskogen. Es erstreckt sich zwischen Övetorp im Westen bis nach Vanserum im Osten. Den südöstlichsten Teil bildet das Lindsmossen, im Norden gehört auch das Högsmossen zum Feuchtgebiet.
An den Rändern des Feuchtgebiets befanden sich auch in der Vergangenheit Weideflächen, was der Verlandung zwar entgegenwirkte, diese jedoch nicht vollständig aufhielt. Vor allem im nördlichen Teil bestehen jedoch auch heute noch größere offene Wasserflächen. Hier wachsen Einknolle, Weiße Seerose und Glanzstendel. Högsmossen besteht aus kleinen Bächen und mehreren Kalkmooren. An Vegetation sind neben Moosen, wie dem Kalkquellmoos, vor allem Mehlprimel, Zweihäusige Segge und Breitblättriges Wollgras zu nennen. Aus der Fauna sind Springfrosch und Skabiosen-Scheckenfalter erwähnenswert. Im Lindsmossen herrscht die Steife Segge vor.